# روتانیا آلدا
روتانیا آلدا (انگلیسی: Rutanya Alda؛ زادهٔ ۱۳ اکتبر ۱۹۴۲) یک هنرپیشه اهل لتونی و ایالات متحده آمریکا است. وی از سال ۱۹۶۸ میلادی تاکنون مشغول فعالیت بوده است.

## گزیدهٔ آثار

### سینما
- کیرا کجاست؟ (۲۰۱۷)
- استیل (۱۹۹۷)
- گذرگاه امن (۱۹۹۴)
- پارتیزان (۱۹۸۳)
- مامان جون (۱۹۸۱)
- راکی ۲ (۱۹۷۹)
- شکارچی گوزن (۱۹۷۸)
- مترسک (۱۹۷۳)
- خداحافظی طولانی (۱۹۷۳)
- وحشت در نیدل پارک (۱۹۷۱)
- تبریکات (۱۹۶۸)

### تلویزیون
- سی‌اس‌آی (۲۰۰۵)
- نظم و قانون (۱۹۹۲ و ۲۰۰۸)